# Renault Type AK
La Renault Type AK è un'autovettura da competizione realizzata dalla Renault nel 1906 per partecipare alle gare della Formula Grand Prix.

## Tecnica

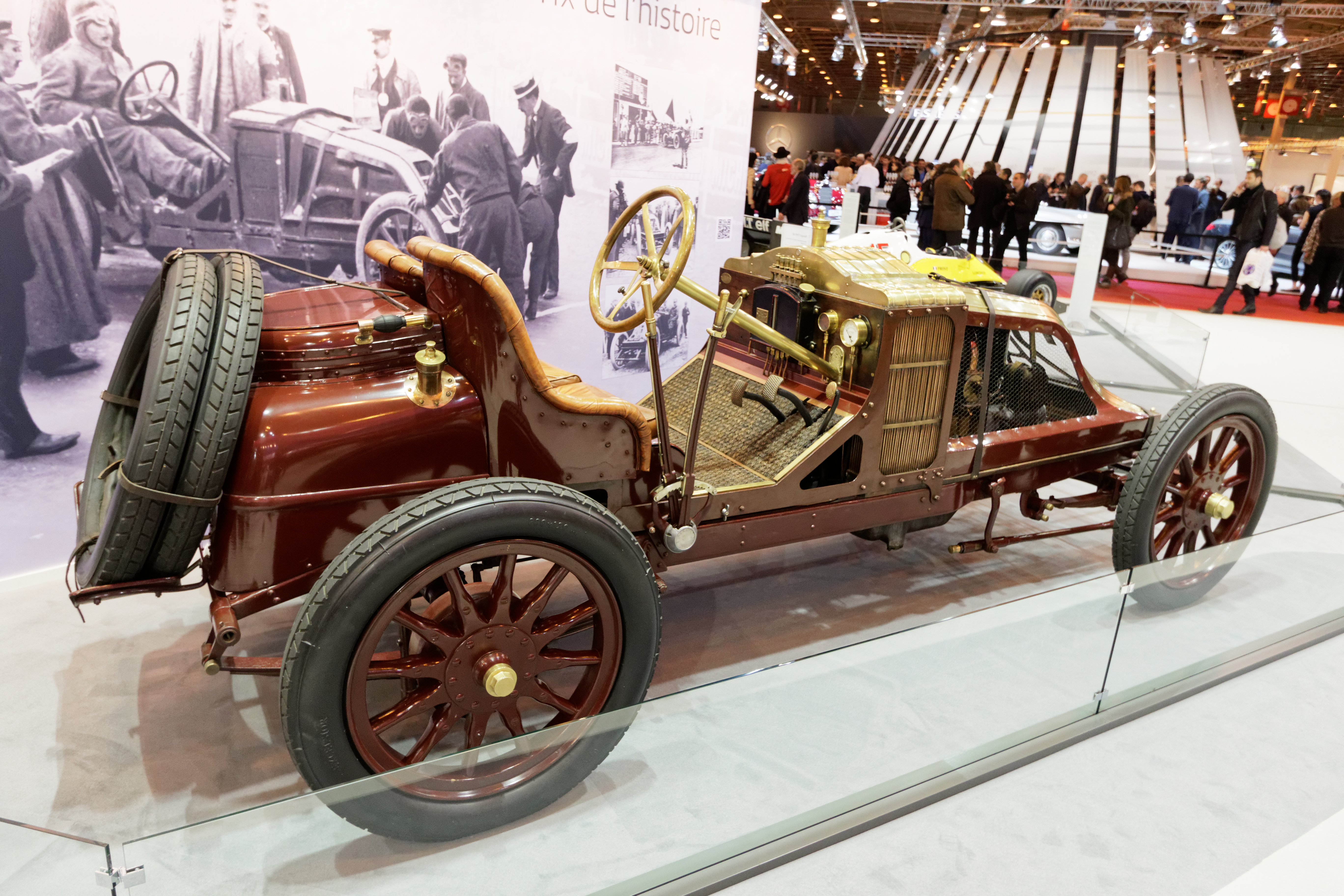
Vista posteriore

La vettura era azionata da un propulsore 4 cilindri di circa 13.000 cm³ di cilindrata che erogava una potenza di circa 90 CV a 1.200 giri. Tale motore era a valvole laterali, alimentato da un unico carburatore, ed era abbinato a un cambio a 3 marce, con trasmissione a cardano.
Le sospensioni anteriori e posteriori erano a balestre semiellittiche, integrate da ammortizzatori idraulici a doppio effetto. Essi furono costruiti direttamente dalla Renault ed era la prima volta che venivano impiegati su una vettura da competizione.
Il carburante era contenuto in un recipiente sagomato (che costituiva la parte terminale della vettura) al quale erano fissate le tre ruote di scorta.
Una particolarità della vettura erano le ruote posteriori che erano dotate di cerchioni smontabili. Tale accorgimento permetteva a due persone di sostituire le ruote danneggiate in meno di quattro minuti.

## Risultati sportivi

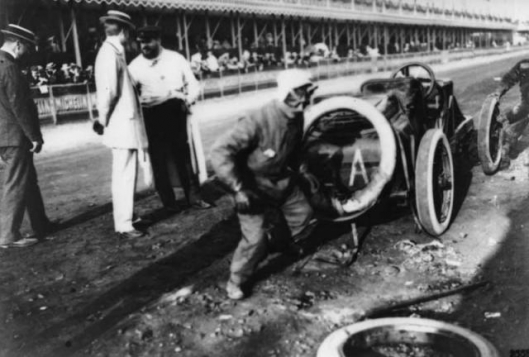
Ferenc Szisz che cambia gli pneumatici dell'esemplare numero "3A"

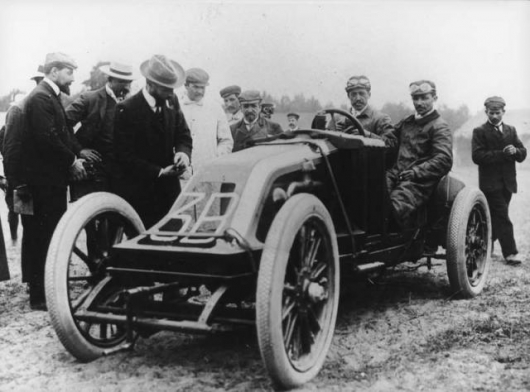
J. Edmond alla guida dell'esemplare numero "3B"

La vettura fu schierata alla prima edizione del Gran Premio di Francia svoltosi il 26 e 27 giugno 1906; ne vennero portati tre esemplari numerati "3A", "3B" e "3C". I piloti designati furono il capo collaudatore della Renault, l'ungherese Ferenc Szisz sulla 3A, affiancato da J. Edmond sulla 3B e da Claude Richez sulla 3C.
La corsa si svolse in due giornate nel circuito di Le Mans, su un percorso di circa 1250 km che la vettura di Szisz coprì alla media di 102,772 km/h.
Nonostante la vettura si sia dovuta fermare per nove volte per danni agli pneumatici, il pilota ungherese riuscì a terminare e vincere la competizione con 32 minuti di vantaggio sull'autovettura di Felice Nazzaro, sebbene la Renault avesse perso la balestra superiore durante l'ultimo giro. Le altre due vetture schierate furono invece costrette al ritiro.